# Parafia Błogosławionych 108 Męczenników Polskich w Malborku
Parafia Błogosławionych 108 Męczenników Polskich w Malborku - rzymskokatolicka parafia położona w diecezji elbląskiej, w Dekanacie Malbork I. Jest najmłodszą parafią w mieście, erygowaną 1 czerwca 2000 roku dekretem biskupa elbląskiego Andrzeja Śliwińskiego.

## Proboszczowie parafii Błogosławionych 108 Męczenników Polskich w Malborku
| imię i nazwisko           | daty urzędowania |
| ------------------------- | ---------------- |
| ks. Wojciech Bohatyrewicz | 2000 - 2016      |
| ks. Andrzej Piotrowski    | 2016 -2016       |
| ks. Wojciech Bohatyrewicz | 2016 -           |